# Институт по задгранична служба
Институтът по задгранична служба (на английски: Foreign Service Institute), съкратено ИЗС (FSI), е висше дипломатическо училище в САЩ, разположено в щата Вирджиния, окръг Арлингтън, в сградата на Националния учебен център по външни работи „Джордж Шулц“ (George P. Shultz National Foreign Affairs Training Center).
Основан е на 13 март 1947 година съгласно Глава VІІ от Закона за задграничната служба (Foreign Service Act), приет от Конгреса на САЩ през 1946 г. ИЗС става основното учебно заведение за дипломатите на САЩ на мястото на по-рано съществувалото Училище по задгранична служба (Foreign Service School), основано през 1924 г.
Директорът на института по ранг е равен на помощник на държавния секретар на САЩ, който лично назначава директора. Понастоящем директор на ИЗС е Нанси Макелдауни (заемала длъжността посланик на САЩ в България през 2008-2009 г.), считано от 2013 г.
Институтът съставя и преподава учебни курсове по над 70 чуждестранни езика за дипломати и за служители на други държавни учреждения на САЩ. Подробни аудиокурсове по разни езици се предлагат на свободен достъп на сайта на института.